# بيتر كوشران
بيتر كوشران (بالإنجليزية: Peter Cochran)‏ هو لاعب كرة قدم أمريكي، ولد في 12 يناير 1971 في ليك أوسويغو في الولايات المتحدة. لعب مع بورتلاند تِمبرز ‏.